# モダン (マジック:ザ・ギャザリング)
モダンはマジック:ザ・ギャザリングの大会ルール（フォーマット）のひとつ。
モダンではカードが「新枠」に切り替わった第8版以降の全ての基本セット、及び「ミラディン」以降に発売された全てのエキスパンション、及び特殊セット「モダンホライゾン」「モダンホライゾン2」「指輪物語：中つ国の伝承」「モダンホライゾン3」「アサシンクリード」に収録されているカードが使用可能である。
古いカードが使えなくなっていく「ローテーション」は存在しない。カードプールの広さではレガシーとパイオニアの中間にあたる。
モダンではカードプールの広さの割にはやや禁止カードの選定が厳しいとされている。基本的には「先攻3ターン目で勝負が決するようなデッキのキーカード」が禁止対象となっているが、過去にエクステンデッドで活躍したデッキや、簡単にモダン化できるレガシーのデッキのキーカードも規制する方針である。これはあえてこれらの環境とは異なるフォーマットを目指すという方針、またメタゲームの多様さを保つという考えからである。
先にMagic Onlineでサポートされ、2011年9月のプロツアー・フィラデルフィアからは公式な大会でも採用されている。その後もグランプリの開催数も増えており、モダンフォーマットで使用可能なカードのみを収録した再録セット「Modern Masters」シリーズの発売や、スタンダードを経由せずにモダンフォーマット（及びエターナルフォーマット）にカードを供給するためのセットである「モダンホライゾン」やその後続シリーズが発売されるなどサポートされている。

## 禁止カード
2023年12月現在、以下のカードが禁止カードとして指定されている。
- 古えの居住地/Ancient Den
- 色めき立つ猛竜/Amped Raptor
- アーカムの天測儀/Arcum's Astrolabe
- 出産の殻/Birthing Pod
- 猛火の群れ/Blazing Shoal
- 黄泉からの橋/Bridge from Below
- 金属モックス/Chrome Mox
- 雲上の座/Cloudpost
- 暗黒の深部/Dark Depths
- 死儀礼のシャーマン/Deathrite Shaman
- 時を越えた探索/Dig Through Time
- 戦慄の復活/Dread Return
- ウギンの目/Eye of Ugin
- 死者の原野/Field of the Dead
- 激情/Fury
- ギタクシア派の調査/Gitaxian Probe
- 垣間見る自然/Glimpse of Nature
- ゴルガリの墓トロール/Golgari Grave-Troll
- 大焼炉/Great Furnace
- 悲嘆/Grief
- 甦る死滅都市、ホガーク/Hogaak, Arisen Necropolis
- 超起源/Hypergenesis
- 湧き出る源、ジェガンサ/Jegantha, the Wellspring
- クラーク族の鉄工所/Krark-Clan Ironworks
- 夢の巣のルールス/Lurrus of the Dream-Den
- 精神的つまづき/Mental Misstep
- マイコシンスの格子/Mycosynth Lattice
- 神秘の聖域/Mystic Sanctuary
- 有翼の叡智、ナドゥ/Nadu, Winged Wisdom
- 王冠泥棒、オーコ/Oko, Thief of Crowns
- むかしむかし/Once Upon a Time
- 一つの指輪/The One Ring
- 思案/Ponder
- 罰する火/Punishing Fire
- 炎の儀式/Rite of Flame
- 教議会の座席/Seat of the Synod
- 第二の日の出/Second Sunrise
- 煮えたぎる歌/Seething Song
- 師範の占い独楽/Sensei's Divining Top
- 猿人の指導霊/Simian Spirit Guide
- 頭蓋骨絞め/Skullclamp
- 花盛りの夏/Summer Bloom
- ティボルトの計略/Tibalt's Trickery
- 宝船の巡航/Treasure Cruise
- 伝承の樹/Tree of Tales
- 梅澤の十手/Umezawa's Jitte
- 死の国からの脱出/Underworld Breach
- 豆の木をのぼれ/Up the Beanstalk
- 自然の怒りのタイタン、ウーロ/Uro, Titan of Nature's Wrath
- 囁きの大霊堂/Vault of Whispers
- 暴力的な突発/Violent Outburst
- 空を放浪するもの、ヨーリオン/Yorion, Sky Nomad